# Anthericum baeticum
Anthericum baeticum Boiss. är en sparrisväxt. Anthericum baeticum ingår i släktet sandliljor, och familjen sparrisväxter.

## Underarter
- Anthericum liliago ssp. algeriense (Boiss. & Reut.) Maire & Weiller
- Anthericum liliago ssp. baeticum (Boiss.) Maire
- Anthericum liliago var. baeticum (Boiss.) Ball
- Anthericum liliago var. fontqueri (Sennen & Mauricio) Maire
- Anthericum liliago f. geminiflorum Maire
- Anthericum liliago var. rhiphaeum (Pau & Font Quer) Maire
- Phalangium algeriense var. brachylepis Pau & Font Quer
- Phalangium baeticum var. rhiphaeum Pau & Font Quer
- Phalangium liliago var. algeriense (Boiss. & Reut.) Bonnet & Barratte

## Habitat
Spanien.

## Etymologi
- Släktnamnet Anthericum betyder halm, syftar på bladen.
- Artepitetet baeticum kommer av latin baetica = södra Spanien. Syftar på att växten finns i detta område.